# Ponera tenuis
Ponera tenuis är en myrart som först beskrevs av Carlo Emery 1900.  Ponera tenuis ingår i släktet Ponera och familjen myror. Inga underarter finns listade i Catalogue of Life.

## Bildgalleri

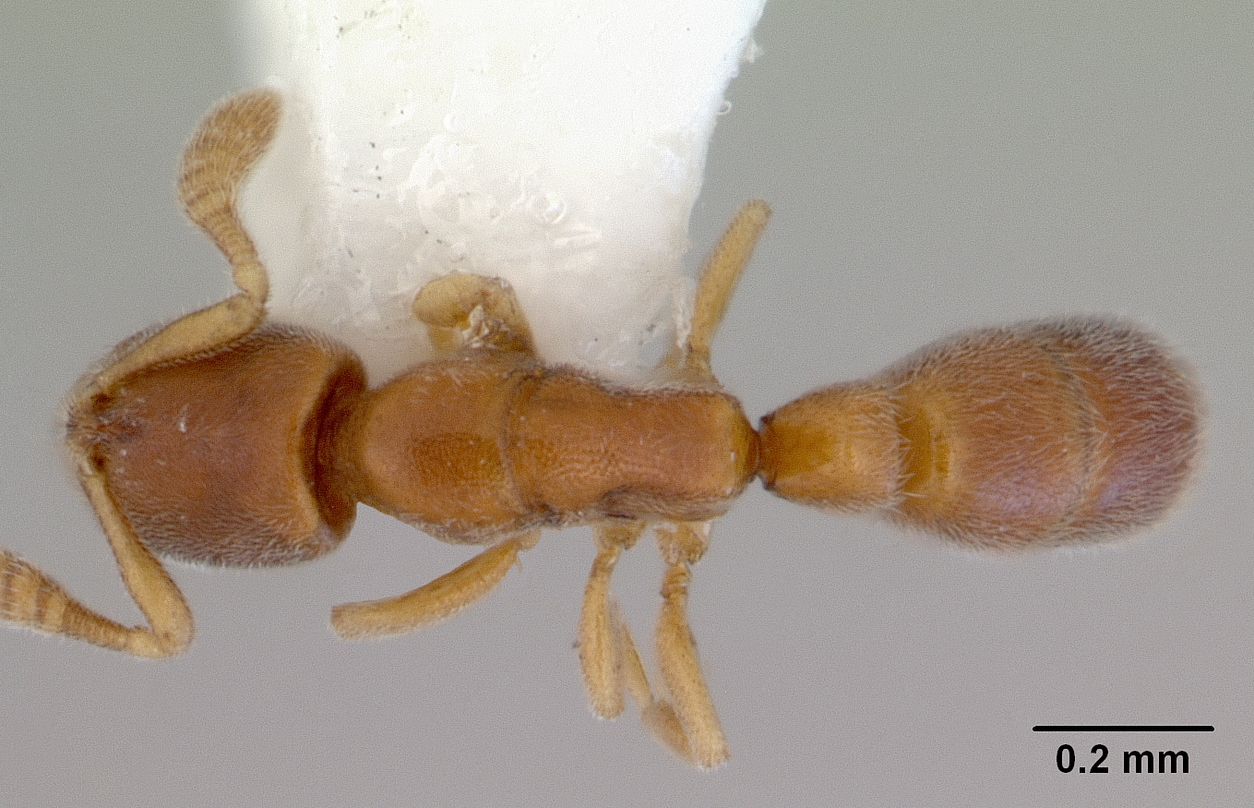
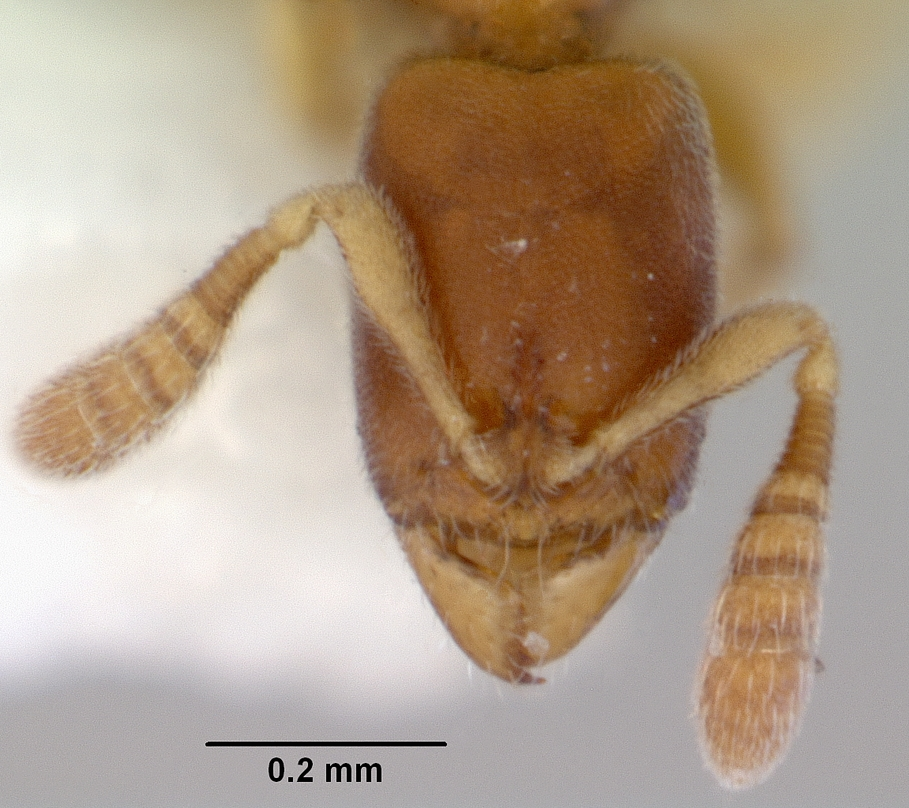
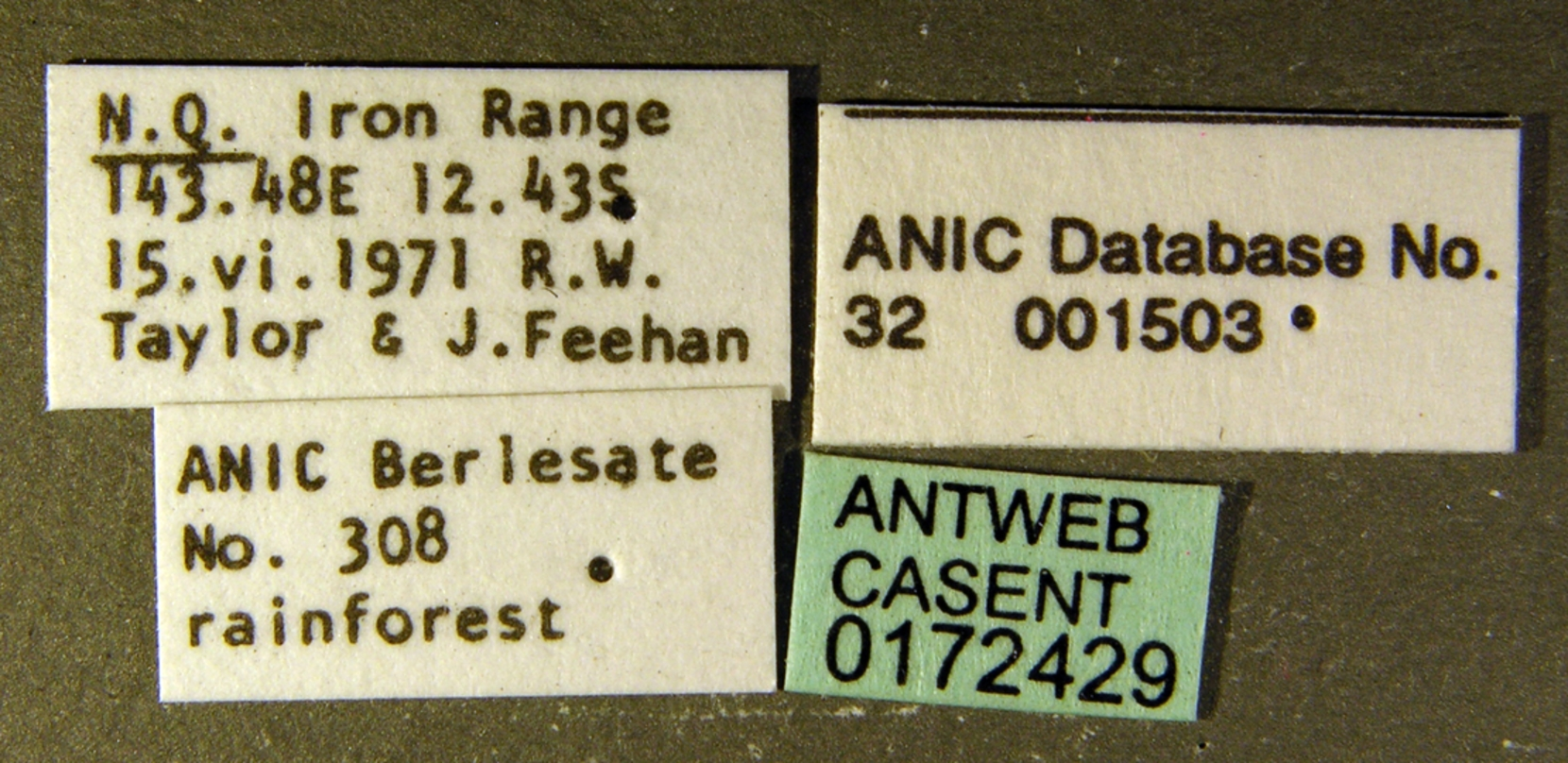
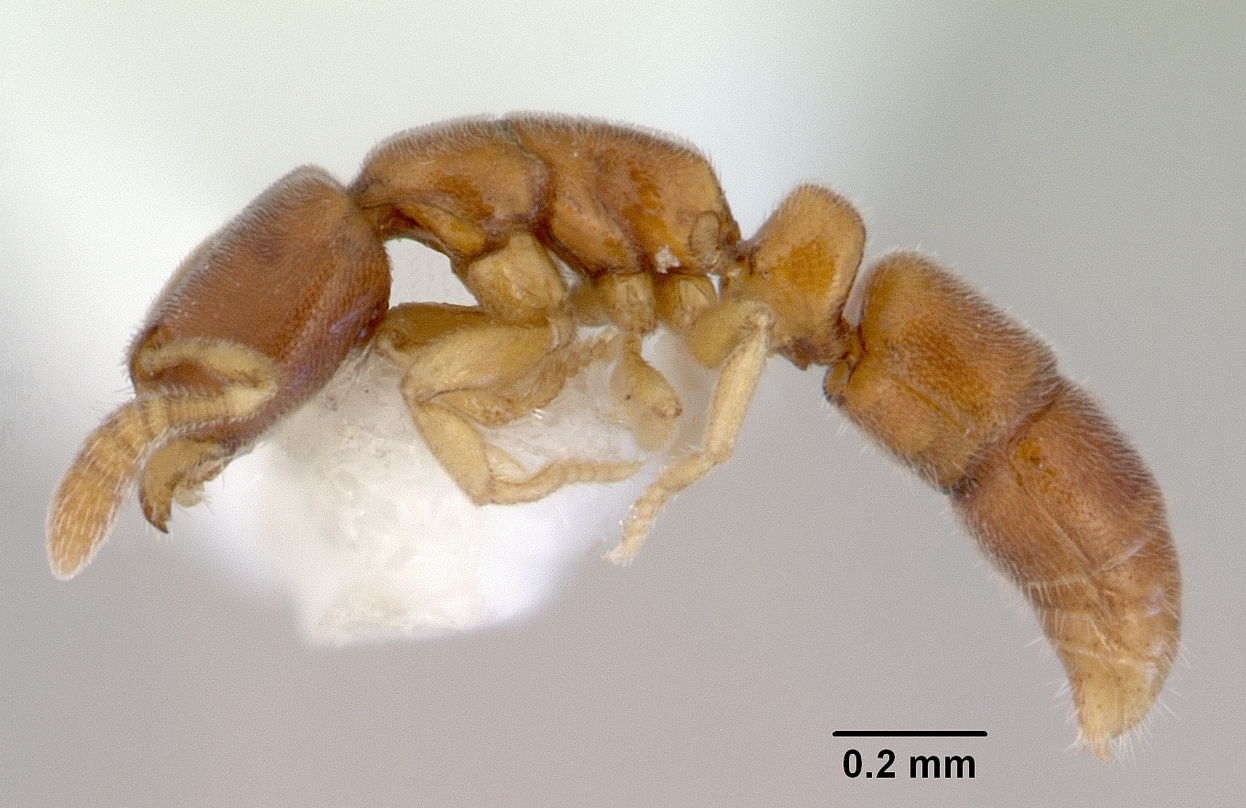